# Або-Аландская шхерная позиция
Або-Аландская шхерная позиция (Або-Оландская укреплённая позиция) — укреплённый район, входивший во время Первой мировой войны в систему обороны устья Финского залива (т. н. «Морская крепость Императора Петра Великого»). Позиция заключала в себе Аландский архипелаг, район Або и острова Эрэ и Утэ.
Оборудование позиции было начато в 1915 году, когда в связи с началом мировой войны соглашение о демилитаризации Аландских островов утратило свою силу. К 1917 году на позиции находились 23 артиллерийские батареи (в общей сложности 42 орудия), в районе островов были выставлены многочисленные минные заграждения. Або-Аландская позиция играла роль передовой манёвренной базы главных и лёгких сил Российского императорского флота. Специально для обороны позиции был создан отряд из канонерских лодок, миноносцев, сторожевых и посыльных судов. Позиция в тактическом отношении была подчинена Командующему флотом, а в хозяйственном — начальнику Морской крепости Петра Великого адмиралу А. М. Герасимову.
С падением Ирбенской позиции Або-Аландский укреплённый район отчасти потерял своё значение. После заключения Брестского мира территория позиции перешла под контроль сначала немецких, а затем финских войск.